# Васютинський дендрологічний парк
Васю́тинський дендрологі́чний парк  — пам'ятка природи місцевого значення у Золотоніському районі Черкаської області, в селі Васютинці. 

## Галерея

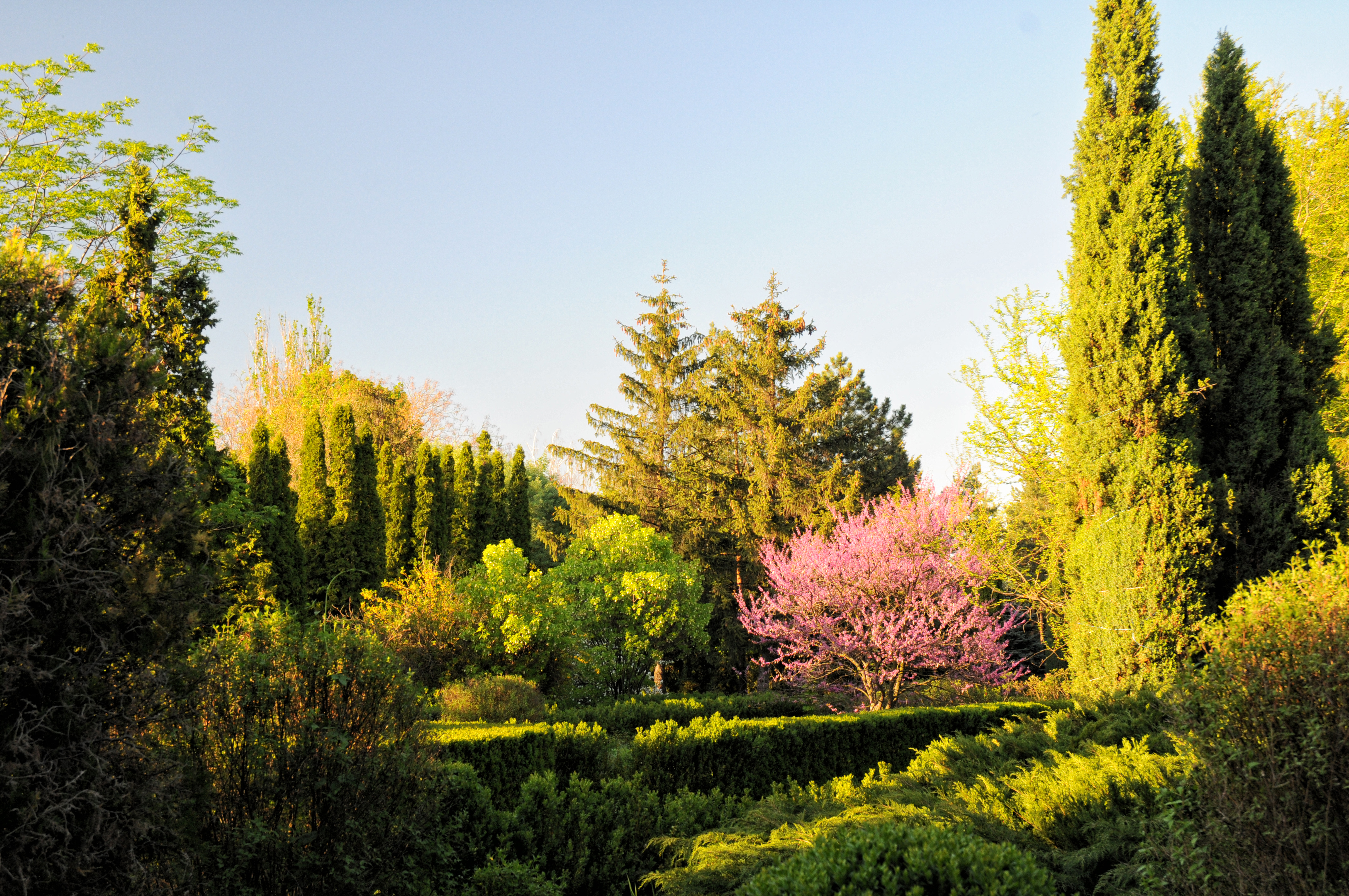
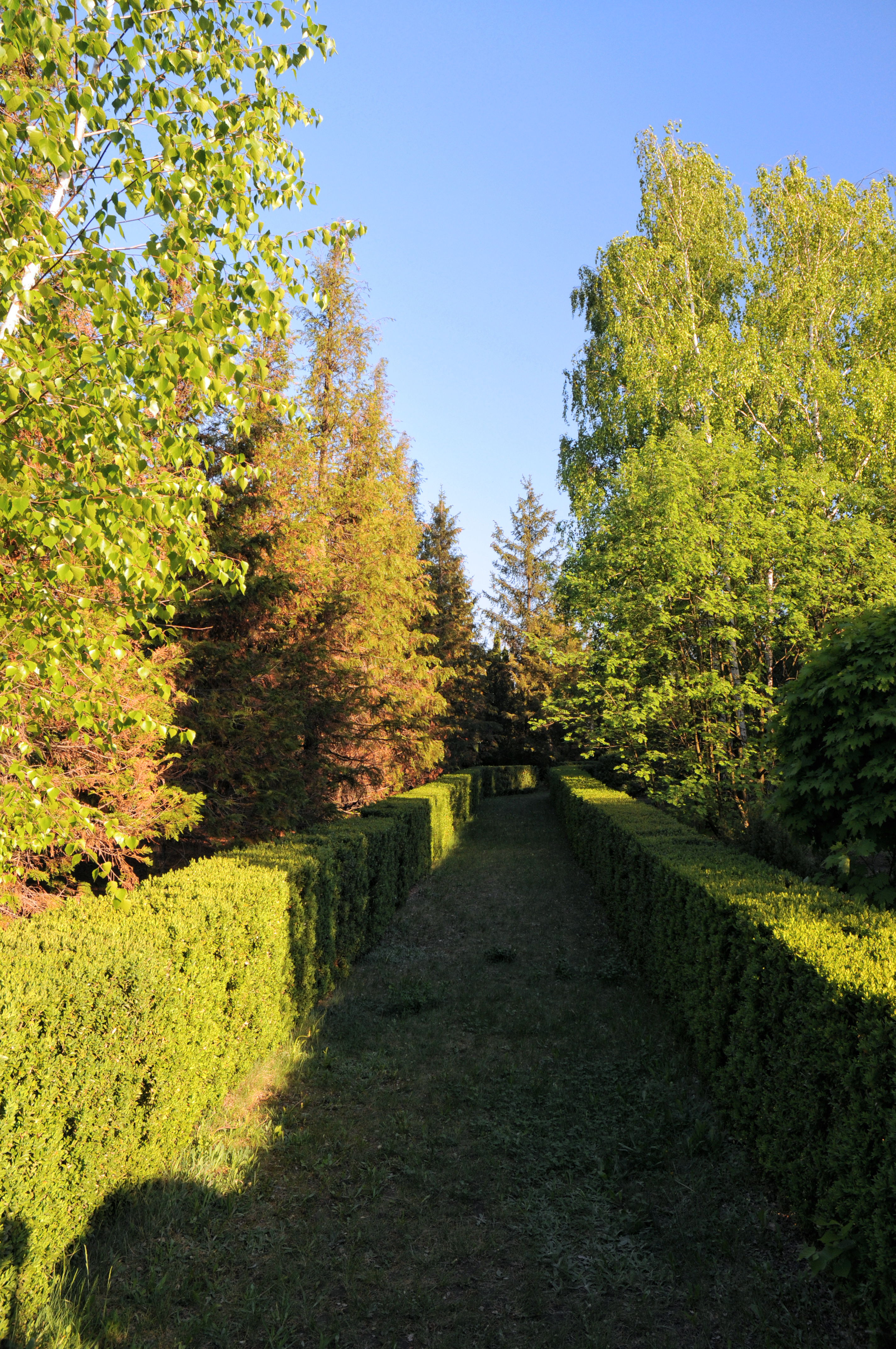
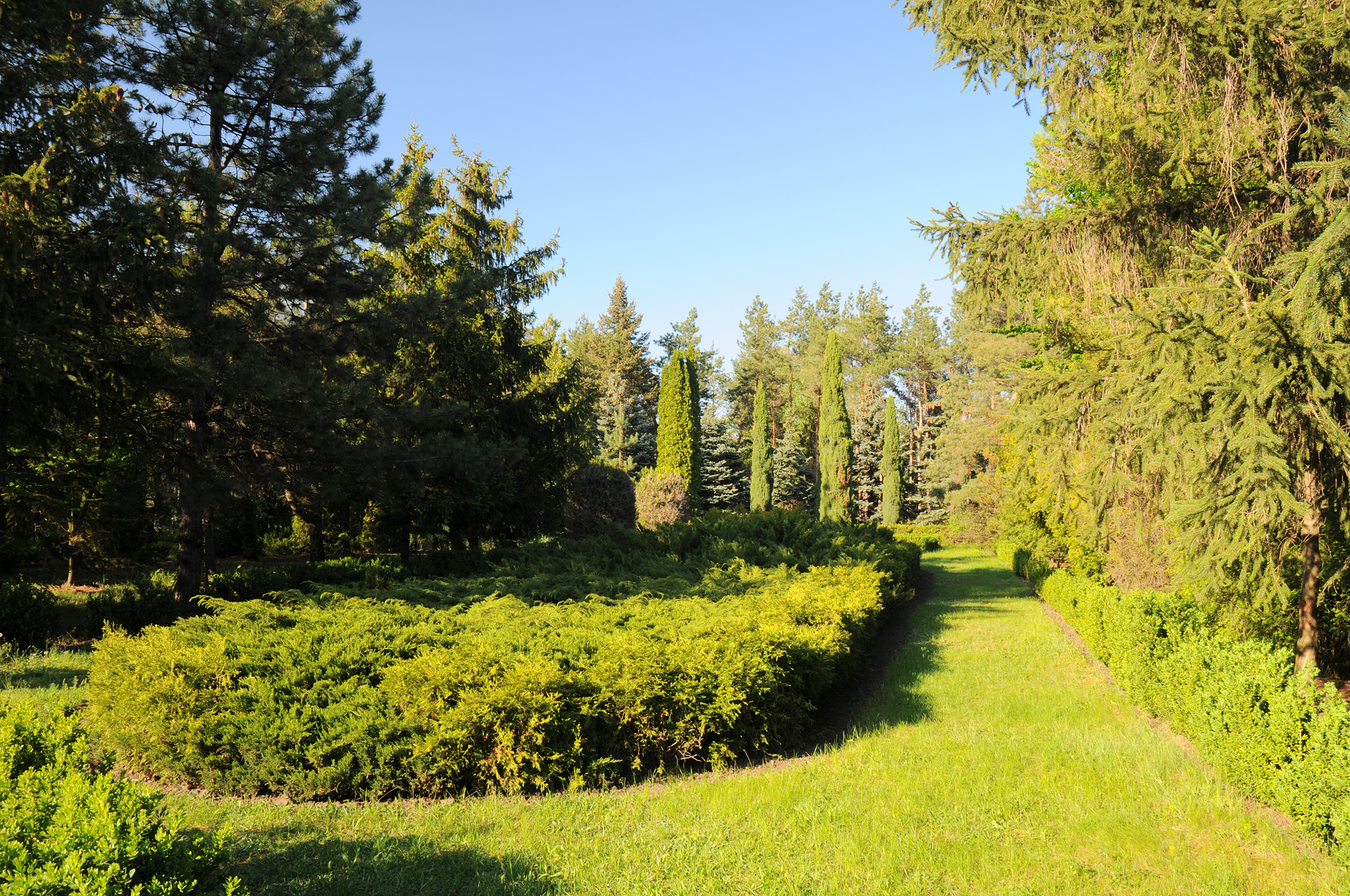

## Опис
Парк було закладено навесні 1977 року місцевим вчителем біології Іваном Пилиповичем Сиволапом (1912—2011). Як об'єкт природно-заповідного фонду створено рішенням Черкаського облвиконкому від 12.01.1982 року № 12. Установа-землевласник, у віданні якого перебуває заповідний об'єкт — Васютинська сільська рада. 
Нині дендропарк нараховує близько 250 видів трав'янистих рослин і понад 300 видів дерев та кущів. Серед рослин, занесених до Червоної книги України, тут росте тис ягідний; інші рідкісні рослини — ліщина деревоподібна, кизильник блискучий, мікробіота. Окрім аборигенних рослин та інтродуцентів також наявні екзотичні й реліктові (тис гострокінцевий) види.
Родзинкою парку є фігурні живоплоти із самшиту вічнозеленого. Їх загальна протяжність близько 2000 метрів. Планування парку — регулярне. Регулярність планування підкреслюють стрункі ряди ялівцю звичайного вузько-колоноподібні форми і живоплоти з стриженого самшиту і туї західної.